# The Mills Brothers
Mills Brothers (рус. Братья Миллc) — американский мужской вокальный джазовый/поп-квартет. Записал более 2000 песен, которые в сумме продались в более чем 20 миллионах экземпляров. По крайней мере три дюжины пластинок группы стали золотыми.
Как пишет музыкальный сайт AllMusic, группа была одним из ключевых вдохновителей возникшего в 1950-х годах стиля ду-воп. Особо известна была по своим голосовым подражаниям музыкальным инструментам.
В 1998 году группа The Mills Brothers была включена в Зал славы вокальных групп.

## Дискография
- См. «Mills Brothers § Discography» в английском разделе.

## Фильмография
- См. «Mills Brothers § Film appearances» в английском разделе.